# Езеро (култура)
Култу̀ра Èзеро е археологическа култура от ранната бронзова епоха в Тракия. Среща се в горните пластове на някои селищни могили. Получава името си от селищната могила при село Езеро, област Сливен, България.
В развитието си култура Езеро преминава през няколко фази, обозначени AI, AII и BI, BII. Начинът на изграждане на сградите следва по-старата неолитно-халколитна традиция; в археологическия инвентар тя личи твърде слабо поради дългия период от време, който дели халколита от бронзовата епоха. Металургията си служи със сплав от мед и арсен. Стопанството е земеделско-скотовъдно. Керамиката е монохромна, почти без украса, но с разнообразни форми; срещат се кани, чаши, паници с тунелести дръжки и други. Идолната пластика е изчезнала напълно. Редица керамични форми са напълно идентични с формите на източното Средиземноморие и Троя, поради което култура Езеро се смята за северна периферия на Трòянския културен кръг. Идентифицирана е през 1961 – 1971 г. от съветския археолог професор Николай Яковлевич Мерперт и от праисторика Георги Георгиев.